# Instytut Badawczy Dróg i Mostów

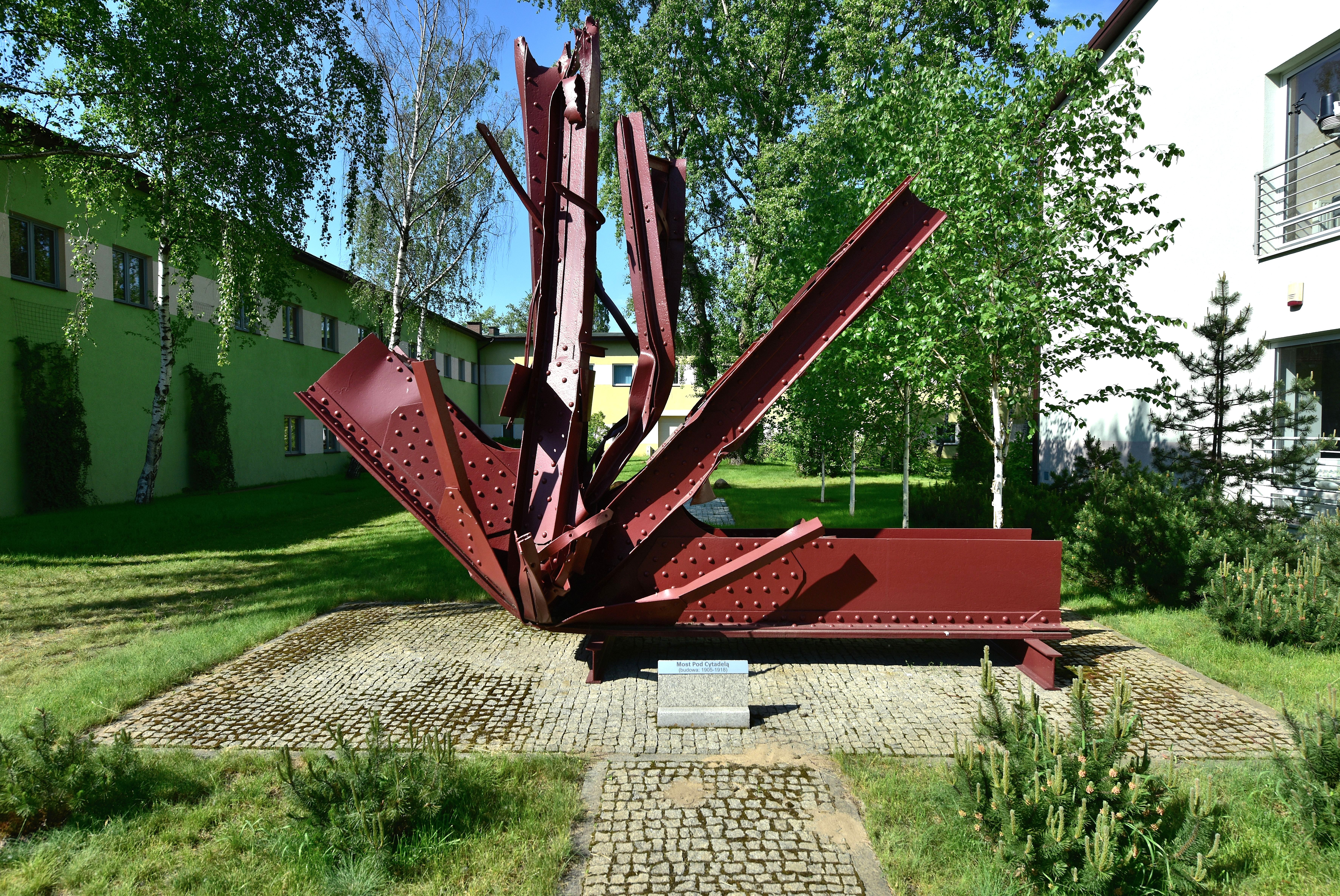
Element konstrukcji drugiego mostu pod Cytadelą (1905–1908) eksponowany w Pontiseum na terenie IBDiM

Instytut Badawczy Dróg i Mostów (IBDiM) – polski instytut badawczy, istniejący od 1955 r. z siedzibą w Warszawie i filiami w Kielcach i Żmigrodzie. Jest nadzorowany przez Ministra Infrastruktury, działa na podstawie ustawy o instytutach badawczych.
Instytut jest jednostką naukową kategorii „A” nadaną przez Ministerstwo Nauki i Szkolnictwa Wyższego, zajmuje się problematyką infrastruktury komunikacyjnej. Zatrudnia ok. 200 pracowników. Dyrektorem Naczelnym Instytutu Badawczego Dróg i Mostów od 2024 roku jest Janusz Bohatkiewicz.

## Historia[3]
Instytut Badawczy Dróg i Mostów w Warszawie powstał 1 stycznia 1955 r. pod nazwą Instytutu Budownictwa Drogowego (IBD). Przemianowany w 1959 r. na Centralny Ośrodek Badań i Rozwoju Techniki Drogowej (COBiRTD), w 1974 r. otrzymał obecną nazwę IBDiM. Na początku swojej działalności Instytut nawiązywał do przedwojennych tradycji działającego w latach 1929–1939 przy Politechnice Warszawskiej Drogowego Instytutu Badawczego.
Instytut Budownictwa Drogowego został powołany do życia z inicjatywy i staraniem Aleksandra Gajkowicza (1897–1971), dyrektora Departamentu Dróg Kołowych Ministerstwa Komunikacji, później dyrektora generalnego Centralnego Zarządu Dróg Publicznych i wiceministra komunikacji.
Nowo powstały Instytut został statutowo zobowiązany do kompleksowego zajęcia się rozwojem krajowej techniki drogowej i z tego zadania wywiązał się bardzo sumiennie. Jego aktywność w dziedzinie stabilizacji gruntów i głębokiego fundamentowania zrewolucjonizowała metody budowy dróg i mostów w Polsce. Prace te zostały docenione i uhonorowane licznymi nagrodami, m.in. za metody stabilizacji gruntów oraz wprowadzenie do budownictwa pali o dużych średnicach.
Na początku lat 70. pojawiły się nowe wyzwania związane z przygotowaniem budowy autostrad, zwielokrotnieniem ruchu drogowego, budową dużych obiektów inżynierskich i przystosowaniem istniejących dróg do przenoszenia zwiększonych obciążeń. Pracami naukowymi, badawczymi i konsultacjami Instytut wspierał wszystkie ważne inwestycje komunikacyjne w kraju. Przykładami mogą być: budowa Trasy Łazienkowskiej w Warszawie, autostrady Gliwice – Kraków, katowickiej drogi szybkiego ruchu, Centralnej Magistrali Kolejowej czy modernizacja linii kolejowej na Śląsku.
IBDiM przeprowadzał badania dróg, mostów, fundamentów, maszyn do robót drogowych, opracowywał nowe materiały i technologie, pełnił nadzory naukowe, przeprowadzał konsultacje, sporządzał ekspertyzy wskazujące kierunki projektowania oraz metody budowy i eksploatacji obiektów komunikacyjnych. Razem z biurami projektowymi i wykonawcami wprowadzał nowe rozwiązania do praktyki budownictwa komunikacyjnego, co zaowocowało znaczną poprawą stanu infrastruktury.
Od lat 90. XX wieku Instytut systematycznie zwiększał swój potencjał badawczy, wyposażając laboratoria w nowoczesną aparaturę, m.in. umożliwiającą skuteczniejszą diagnostykę stanu dróg i obiektów mostowych. Wdrożone wyniki badań pozwoliły na lepsze wykorzystanie środków wydatkowanych na nowe inwestycje i modernizację już istniejących.
W 2014 na terenie IBDiM otwarto Pontiseum – ekspozycję fragmentów konstrukcji pierwszych stałych mostów w Warszawie, które zostały wydobyte z dna Wisły.

## Struktura[5]
Prace badawcze i wdrożeniowe realizuje 10 zakładów:
- Zakład Betonu,
- Zakład Diagnostyki Nawierzchni,
- Zakład Ekonomiki,
- Zakład Geotechniki
- Zakład Fundamentowania,
- Zakład Mostów,
- Zakład Systemów Zarządzania i Telematyki,
- Zakład Technologii Nawierzchni,
- Ośrodek Badań Mostów, Betonów i Kruszyw, Filia „Wrocław”,
- Ośrodek Badań Mostów, Filia „Kielce”.

Na terenie Instytutu działa 14 laboratoriów akredytowanych:
- Laboratorium Betonu,
- Laboratorium Diagnostyki Nawierzchni,
- Laboratorium Geotechniki,
- Laboratorium Badań Pali,
- Pracownia Lepiszczy Bitumicznych,
- Pracownia Technologii Nawierzchni,
- Pracownia Chemii i Ochrony Środowiska,
- Laboratorium Badań Konstrukcji Mostowych,
- Zespół Diagnostyki i Napraw Mostów,
- Zespół Testów Zderzeniowych i Meteorologii Drogowej,
- Pracownia Mostów i Urządzeń Odwadniających,
- Pracownia Betonów i Kruszyw,
- Zespół Zabezpieczeń Antykorozyjnych Mostów,
- Laboratorium Badań Materiałów i Konstrukcji Mostowych TK-2.

## Działalność
IBDiM prowadzi badania naukowe i prace rozwojowe dotyczące budowy oraz utrzymania obiektów komunikacyjnych, zwłaszcza dróg i mostów drogowych, mostów kolejowych, a także budowli podziemnych. Główny nurt działalności Instytutu obejmuje badania i wdrożenia w zakresie:
- zasad projektowania, wykonywania i utrzymania infrastruktury drogowej,
- materiałów, wyrobów i technologii do stosowania w budownictwie komunikacyjnym,
- oceny stanu technicznego dróg oraz obiektów inżynierskich,
- geotechniki,
- analiz ekonomicznych,
- inżynierii i bezpieczeństwa ruchu,
- systemów zarządzania drogami,
- telematyki komunikacyjnej, baz danych o drogach i obiektach inżynierskich.

Ponadto działalność Instytutu obejmuje opracowywanie norm, wytycznych, specyfikacji, wydawanie Krajowych Ocen Technicznych, rekomendacji technicznych i certyfikatów (w tym Europejskich Ocen Technicznych -EOT), świadectw kwalifikacji, wydawanie publikacji specjalistycznych, organizowanie konferencji, szkoleń. 

### Współpraca międzynarodowa[7]
IBDiM prowadzi intensywną współpracę z instytucjami naukowo-badawczymi oraz zarządzającymi z Unii Europejskiej, biorąc udział w licznych przedsięwzięciach badawczych i normalizacyjnych. Celem tej działalności jest dostosowanie polskiej infrastruktury do europejskich wymagań technologicznych, środowiskowych i społecznych, jak również upowszechnianie osiągnięć naukowców z Instytutu na arenie międzynarodowej.
Instytut wykorzystuje i rozwija dotychczasowe doświadczenia we współpracy w międzynarodowych przedsięwzięciach badawczych ujętych, m.in. w programy ramowe KE, akcję COST, program EUREKA, projekt CONNECT. Obejmują one prace nad nowymi materiałami, technologiami, zastosowaniem surowców wtórnych, harmonizację metod badawczych, sprzętu laboratoryjnego, koordynację badań, transfer wiedzy w skali europejskiej lub globalnej, bezpieczeństwo ruchu drogowego. Realizacji tych zadań sprzyja przynależność Instytutu do Forum Europejskich Drogowych Instytutów Badawczych, Forum Europejskich Instytutów Bezpieczeństwa Ruchu Drogowego, a także Międzynarodowego Stowarzyszenia Laboratoriów Badawczych Materiałów i Konstrukcji Budowlanych. IBDiM jest także członkiem Europejskich Platform Technologicznych – ERTRAC i ERRAC. Eksperci instytutu aktywnie uczestniczą w pracach stowarzyszeń międzynarodowych oraz pełnią ważne funkcje we władzach prestiżowych organizacji drogowych. IBDiM wykazuje dużą aktywność w międzynarodowych przedsięwzięciach badawczych. Zrealizował i realizuje wiele projektów z 5., 6. i 7. Programu Ramowego Unii Europejskiej, akcji COST, programu EUREKA czy „HORYZONT 2020”.

### Działalność edukacyjna
IBDiM prowadzi szeroką działalność edukacyjną. Od wielu lat jest organizatorem licznych seminariów, konferencji i szkoleń, pozwalających drogowcom podnieść swoje kwalifikacje i uzyskać informacje o najnowszych technologiach. Wraz z Wydziałem Nauk Technicznych Uniwersytetu Warmińsko-Mazurskiego w Olsztynie, prowadził na tymże Wydziale studia podyplomowe „Eksploatacja Dróg”. Na szczególna uwagę zasługują szkolenia w dziedzinie antykorozji mostów stalowych. Kursy spełniają wymogi szkolenia specjalistycznego, określone w wymaganiach PN – EN ISO 9001 i mogą być zaliczone w poczet doszkalania zawodowego pracowników. Instytut swoją ofertę kieruje do przedstawicieli administracji drogowej, ministerstw, firm drogowych i projektowych oraz studentów.

### Wydawnictwa[8]
Instytut prowadzi szeroką działalność wydawniczą. W swojej ofercie posiada następujące publikacje:
- kwartalnik [ROADS AND BRIDGES – DROGI I MOSTY] (dawniej „Drogi i Mosty“),znajdujący się w bazie Web of Science – Emerging Sources Citation Index (ESCI)]
- monografie naukowe ukazujące się w ramach Serii „S” – Studia i materiały,
- zalecenia i instrukcje wydawane w ramach Serii „I” – Informacje, Instrukcje.

### Biblioteka
Biblioteka gromadzi zbiory z zakresu budownictwa drogowego i mostowego, inżynierii lądowej, technologii materiałów drogowych, geotechniki, inżynierii ruchu oraz dziedzin pokrewnych. W skład zbiorów bibliotecznych wchodzi księgozbiór liczący ok. 9000 woluminów wydawnictw zwartych oraz polskie i zagraniczne czasopisma fachowe.